# Berlin-Marathon 1985
| 12. Berlin-Marathon    | 12. Berlin-Marathon        |
| ---------------------- | -------------------------- |
| Stadt                  | Berlin, Deutschland        |
| Datum                  | 29. September 1985         |
| Distanz                | 42,195 Kilometer           |
| Sieger                 |                            |
| Männer                 | Jimmy Ashworth (2:11:43 h) |
| Frauen                 | Magda Ilands (2:34:10 h)   |
| ← Berlin-Marathon 1984 | Berlin-Marathon 1986 →     |
| Website                | Offizielle Website         |

Der Berlin-Marathon 1985 war die 12. Ausgabe der jährlich stattfindenden Laufveranstaltung in West-Berlin, Bundesrepublik Deutschland. Der Marathon fand am 29. September 1985 statt.
Bei den Männern gewann Jimmy Ashworth in 2:11:43 h, bei den Frauen Magda Ilands in 2:34:10 h.

## Ergebnisse

### Männer
| Platz | Athlet             | Land                   | Zeit (h) |
| ----- | ------------------ | ---------------------- | -------- |
| 01    | Jimmy Ashworth     | Vereinigtes Königreich | 2:11:43  |
| 02    | Henrik Albahn      | Dänemark               | 2:13:47  |
| 03    | Marc De Blander    | Belgien                | 2:13:59  |
| 04    | Gyula Borka        | Ungarn                 | 2:14:02  |
| 05    | Justin Gloden      | Luxemburg              | 2:14:28  |
| 06    | Zbigniew Pierzynka | Polen                  | 2:14:41  |
| 07    | Johan Skovbjerg    | Dänemark               | 2:14:50  |
| 08    | Eleuterio Anton    | Spanien                | 2:15:39  |
| 09    | Bogdan Sliwinski   | Polen                  | 2:15:44  |
| 10    | Jozef Ziubrak      | Polen                  | 2:16:08  |

### Frauen
| Platz | Athletin           | Land                   | Zeit (h) |
| ----- | ------------------ | ---------------------- | -------- |
| 01    | Magda Ilands       | Belgien                | 2:34:10  |
| 02    | Karen Holdsworth   | Vereinigtes Königreich | 2:35:18  |
| 03    | Ágnes Sipka        | Ungarn                 | 2:35:27  |
| 04    | Gabriela Wolf      | BR Deutschland         | 2:36:04  |
| 05    | Gabriela Górzyńska | Polen                  | 2:38:13  |
| 06    | Heidi Jacobsen     | Norwegen               | 2:38:29  |
| 07    | Angelika Dunke     | BR Deutschland         | 2:39:35  |
| 08    | Helene Eschler     | Schweiz                | 2:43:02  |
| 09    | Linda Delvaux      | Luxemburg              | 2:43:41  |
| 10    | Mette Holm         | Dänemark               | 2:44:42  |